# Cabera solamata
Cabera solamata är en fjärilsart som beskrevs av George Duryea Hulst 1901. Cabera solamata ingår i släktet Cabera och familjen mätare. Inga underarter finns listade i Catalogue of Life.